# Ex gratia
Ex gratia [-tsia] (latin: "av nåd") innebär att någon gratis uppfyller en skyldighet utan att vara juridiskt skyldig att göra så.
Ex gratia-ersättning kan vara en ersättning som ett försäkringsbolag utbetalar "av nåd", det vill säga utan att ersättningsskyldighet föreligger enligt försäkringsavtalet. Det kan även vara regeringens möjlighet att besluta om ex gratia-ersättning till enskilda, när inte staten svarar för en skada enligt gällande rätt.